# Skotniki (województwo kujawsko-pomorskie)
Skotniki – wieś w Polsce położona w województwie kujawsko-pomorskim, w powiecie inowrocławskim, w gminie Kruszwica.

## Podział administracyjny
W latach 1975–1998 miejscowość położona była w województwie bydgoskim.

## Demografia
Według Narodowego Spisu Powszechnego (III 2011 r.) wieś liczyła 182 mieszkańców. Jest 24. co do wielkości miejscowością gminy Kruszwica.

## Urodzeni w Skotnikach
- Leon Grabski – polski szlachcic, przedsiębiorca, polityk (mniejszości polskiej w Cesarstwie Niemieckim), samorządowiec[4].